# Romeral
Romeral este un târg și comună din provincia Curicó, regiunea Maule, Chile, cu o populație de 14.203 locuitori (2012) și o suprafață de 1597,1 km2.